# シュウ (アニメポケットモンスター)
シュウは、任天堂のゲームソフト『ポケットモンスター』シリーズを原作とするアニメ『ポケットモンスター』シリーズに登場する架空の人物。声優は斎賀みつき。

## プロフィール
- 出身地：ホウエン地方・ラルースシティ[1]
- 職業：ポケモンコーディネーター
- 登場時期[3]：AG・DP
- グランドフェスティバルでの戦績
  - ホウエン：準優勝
  - カントー：ベスト8

## 各国の日本国外名
- 英語：Drew
- 韓国語：スヒョン(ハングル：수형)

## 人物
AG33話から登場。ハルカのライバルであるポケモンコーディネーターの美少年。

### 性格・特徴
基本的に冷静で気障な性格。年齢の割に悟った様な言動が比較的多く大人びており、態度は穏やかで落ち着いている。美しいものが好きらしい。
その一方で、主にハルカに対してのみ非常に気障りかつ、天邪鬼に接する面もある。初登場回（AG33話）は非常に無礼かつ非常識な行動が目立ったが、2回目の登場（AG35話）以降はそのような面は若干薄れている。
自分にも他人にも厳しく、カントーグランドフェスティバルの一次審査をアブソルで見事に突破しながらも、慢心せずにすぐにアブソルに厳しい特訓を行っており、その事をハルカにはやり過ぎだと言われている。しかし二次審査でアブソルがハルカに敗れた際には「よくがんばったな」と言うなど自分のポケモンへの愛情は確かなものである。
不正は許さない性格で、ホウエングランドフェスティバルでハーリーがハルカを狙った際には怒りを露わにしたりした。また、ハーリーのアドバイスを鵜呑みにしたハルカにも「自分のポケモンを信じろ」と活を入れた。

### 対人関係
当初は初対面時からハルカに対し、とにかくキザで嫌味な面が強く出ており、それが原因でハルカと言い争うことが多くあったが、徐々にハルカの実力を認めるようになり、カントーグランドフェスティバルの頃にはハルカを自分と同等のコーディネーターと意識するようになる。
会う度に大した理由も無く自分から嫌味を言ったり、薔薇を何度か渡したり、ハーリーに狙われた際に助けたり、隠し球であるフライゴンのデビュー戦をホウエングランドフェスティバルのハルカ戦にしたり、連絡を取り合っているサオリにハルカのことばかり話していたりと、何かとハルカを気にかけているようである。ハーリーがそのことを指摘した場面や、2人の仲・雰囲気などについて言及する場面もあり、1度普段のキザな行動を突っ込まれたことで赤面したこともあるが、ハルカにライバル以上の思いがあるかどうかは、ハルカ同様劇中では明確にされていない。
ハルカの名を呼ぶことは多くはなく、初めてハルカの名を呼んだAG50話からは彼女のことを「ハルカ君」と呼んでいたが、AG113話の途中から「ハルカ」と呼び捨てるようになる。呼び捨てた際の状況が状況なため思わず呼び捨てたものと思われるが、その後も名を呼ぶこと自体がそれ程多く無いためか、呼び方が変わった事を誰も言及しないままいつの間にか呼び捨てが定着している。
ハルカとの関わりが目立つが、サトシに対してもジュカインが技を使えなくなった際に助言したり、カントーグランドフェスティバルの際にサトシやタケシと3人で会話したり、1度だけサトシのスバメと自分のロゼリアをポケモンバトルして勝利した事がある。
実力も高いため、年齢問わず女性から絶大な人気があり、ハルカに対しては前述の通りであるが、ファンには優しく礼儀正しい態度で接している。

## 略歴
ホウエン地方ではデビュー戦のハルカを圧倒的な実力差で破り、ポケモンコンテストの大規模大会、グランドフェスティバルでもハルカを破って勝ち進み、準優勝になった。
カントー地方ではグランドフェスティバルの2次審査2回戦でハルカと3回目の対決を迎え、激しいバトルを繰り広げるがここで初めてハルカに敗れベスト8となった。その後は更に実力を付け、フェンネル谷にてハルカと再戦して勝利し、目標を見失いかけていた彼女を励まし、ジョウト地方に旅立つ。
DPでは姿のみ登場し、ハーリーやサオリと共にミクリカップを観戦している。ハルカによれば、ハーリー同様に相変わらずハルカを苦戦させていることのこと。

## シュウのポケモン

### ロズレイド
ロゼリア→ロズレイド
声 - 大谷育江
登場時期：AG・DP
AG33話から登場。シュウのポケモンで最も登場が多く、信頼されているポケモンでサトシのスバメをも倒す実力がある。DP編でハルカの回想やテレビでミクリカップを観戦していたシーンではロズレイドに進化していた。
使用技は「マジカルリーフ」、「はなびらのまい」、「ソーラービーム」、「しびれごな」。

### アメモース
アメモース
声 - 半場友恵
登場時期：AG
AG77話から登場。ルイボス大会では優勝に導いた
使用技は「めざめるパワー」、「かげぶんしん」、「ぎんいろのかぜ」、「みずのはどう」、「あわ」、「れいとうビーム」。

### フライゴン
フライゴン
声 - 三木眞一郎
登場時期：AG
AG123話から登場。ホウエンのグランドフェスティバルではロゼリアとともにハルカのワカシャモ、エネコと戦い勝利する。その後、「ライバル対決! ウインディをゲットかも」でウインディを争いハルカのゼニガメと戦い、ここでも勝利する。カントーのグランドフェスティバルではアブソルとともにハルカのワカシャモ、ゼニガメと闘い敗れる。
使用技は「かえんほうしゃ」、「すなあらし」、「はがねのつばさ」、「りゅうのいぶき」。

### アブソル
アブソル
声 - 林原めぐみ
登場時期：BF
AG181話から登場。セキエイ大会ではフライゴンとともにハルカのワカシャモ、ゼニガメに挑むが敗れた。
使用技は「かまいたち」、「フラッシュ」、「みずのはどう」、「アイアンテール」。

### バタフリー
バタフリー
声 - 半場友恵
登場時期：BF
AG187話から登場。ロゼリアとタッグを組んで、相性の悪いハルカのアゲハントとワカシャモを相手に勝利を収めた。
使用技は「ねんりき」、「かぜおこし」、「サイケこうせん」、「まもる」。